# Partènia
Partènia (o Parthenia) fou una seu episcopal situada a la Mauritània Sitifiense, dins de la província romana d'Àfrica, a l'actual regió de Sétif, a Algèria. La ciutat desaparegué sobtadament al final del segle v, sota l'ofensiva d'Huneric, rei dels vàndals, i actualment no es coneix el seu emplaçament exacte. El 1964, la Santa Seu recuperà la diòcesi de Partènia com a diòcesi titular, és a dir, sense territori.

## Diòcesi titular
Des del 1964, l'Església Catòlica ha recuperat el nom de Partènia com a diòcesi titular, és a dir, sense un territori propi. L'italià Giovanni Fallani, que era membre de la Cúria romana, i el navarrès-panameny José Luis Lacunza Maestrojuán, bisbe auxiliar de David, a Panamà, en foren encarregats el 1964 i el 1985, respectivament.
El 1995 fou nomenat bisbe titular de Partènia el polèmic bisbe francès Jacques Gaillot, justament quan fou separat del Bisbat d'Évreux. Des del seu nomenament "de càstig", Jacques Gaillot declarà que li havien donat una «diòcesi sense fronteres» i utilitzà el títol de bisbe de Partènia, que fins aleshores havia estat només virtual, per comunicar, especialment a la seva pàgina web Partenia, les seves opinions sobre diverses qüestions molt polèmiques, fins que deixà d'escriure-hi el 2010. Gaillot ha destacat pel seu suport públic al sacerdot alemany Eugen Drewermann, crític amb l'Església, per la defensa dels capellans casats, de l'ús del preservatiu, dels homosexuals i del dret a l'avortament. Ja a l'època d'Évreux, els altres bisbes francesos es queixaven de Gaillot perquè no respectava el secret de les reunions de la conferència episcopal i per les seves posicions contràries al Magisteri de l'Església, fins que li van haver d'imposar que, si no es retractava, almenys deixés de parlar públicament contra els postulats oficials. I el van enviar a les sorres del desert.
Al principi, la premsa va anomenar el ministeri de Monsenyor Gaillot el «bisbat de la sorra», pel fet que s'havia confós la Mauritània Sitifiense, emplaçament de l'antiga seu, amb l'actual país Mauritània. En realitat, els altiplans de la regió algeriana de Sétif ni són desèrtics, ni estan coberts de sorra.